# Ралбиц-Розентал
Ралбиц-Розентал или Ралбице-Ружант (њем. Ralbitz-Rosenthal, глсрп. Ralbicy-Róžant) општина је у њемачкој савезној држави Саксонија. Једно је од 63 општинска средишта округа Бауцен. Према процјени из 2010. у општини је живјело 1.764 становника. Посједује регионалну шифру (AGS) 14625500.

## Географски и демографски подаци
Ралбиц-Розентал се налази у савезној држави Саксонија у округу Бауцен. Општина се налази на надморској висини од 143 метра. Површина општине износи 31,7 km². У самом мјесту је, према процјени из 2010. године, живјело 1.764 становника. Просјечна густина становништва износи 56 становника/km².